# Častrov
Obec Častrov (německy Tschastrow) se nachází v okrese Pelhřimov v Kraji Vysočina. Leží 14 km na jih od Pelhřimova a 31 km na západ od Jihlavy. Žije zde 628 obyvatel.

## Části obce
- Častrov
- Ctiboř
- Jakubín
- Metánov
- Pelec
- Perky

## Historie
První písemná zmínka o obci pochází z období kolem 1300. Gotický kostel sv. Mikuláše zde nechal vystavět kolem roku 1350 lipovokamenický pán Dobeš z Bechyně.

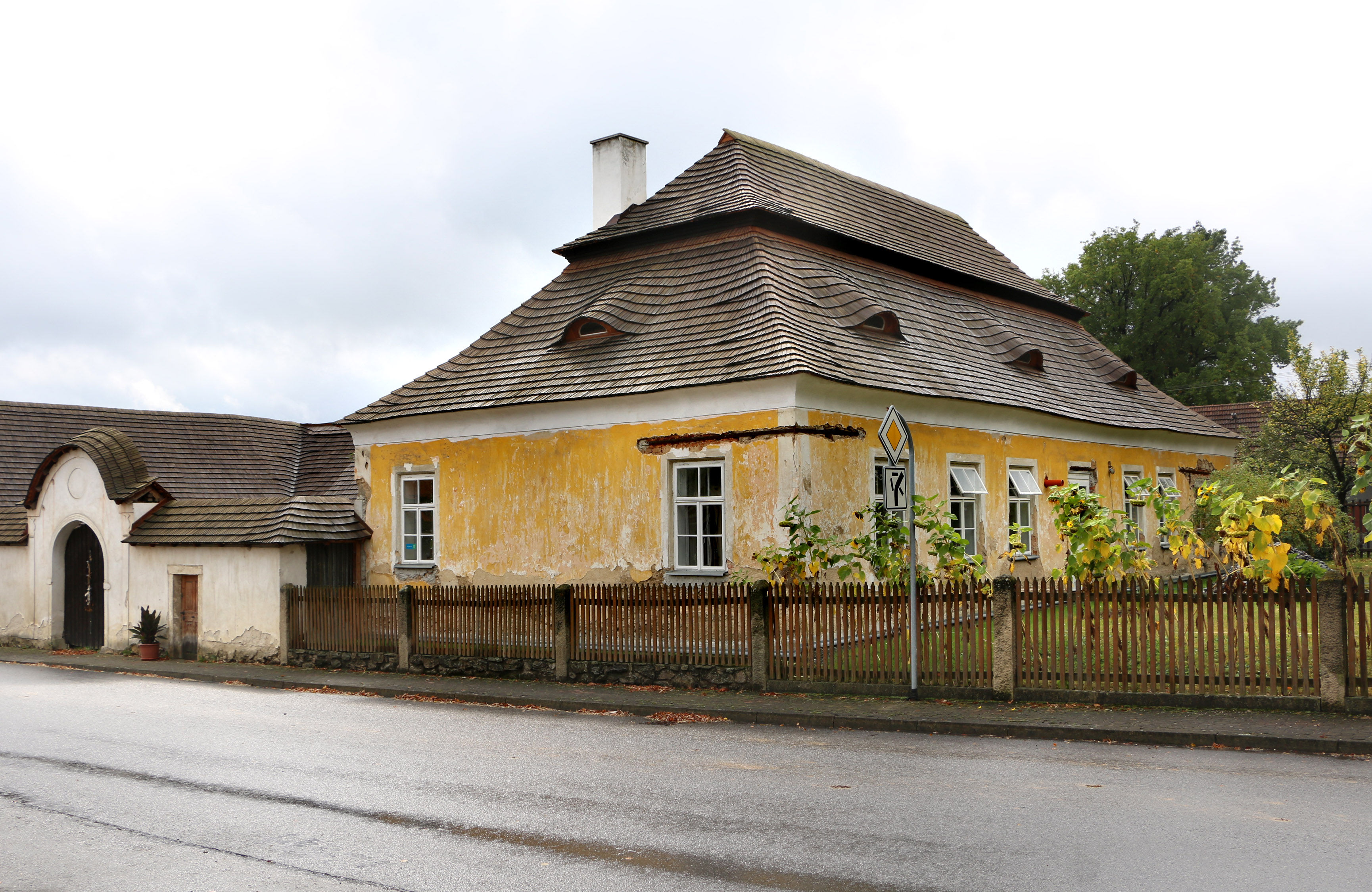
Památkově chráněná fara

Obec Častrov v roce 2001 obdržela ocenění v soutěži Vesnice Vysočiny, konkrétně získala ocenění zlatá stuha, tj. vítěz, který postoupil do celostátního kola a obec se stala Vesnicí Vysočiny.

## Školství
- Základní škola a mateřská škola Častrov

## Pamětihodnosti
- Kostel svatého Mikuláše
- Boží muka
- Fara
- Budova školy
- Metánovské muzeum - Kabinet profesora Hrona v Metánově

## Osobnosti
- Tomáš Houška (*18. prosince 1896 Častrov – †21. prosince 1939 Praha) – plukovník generálního štábu in memoriam, odbojář

## Galerie

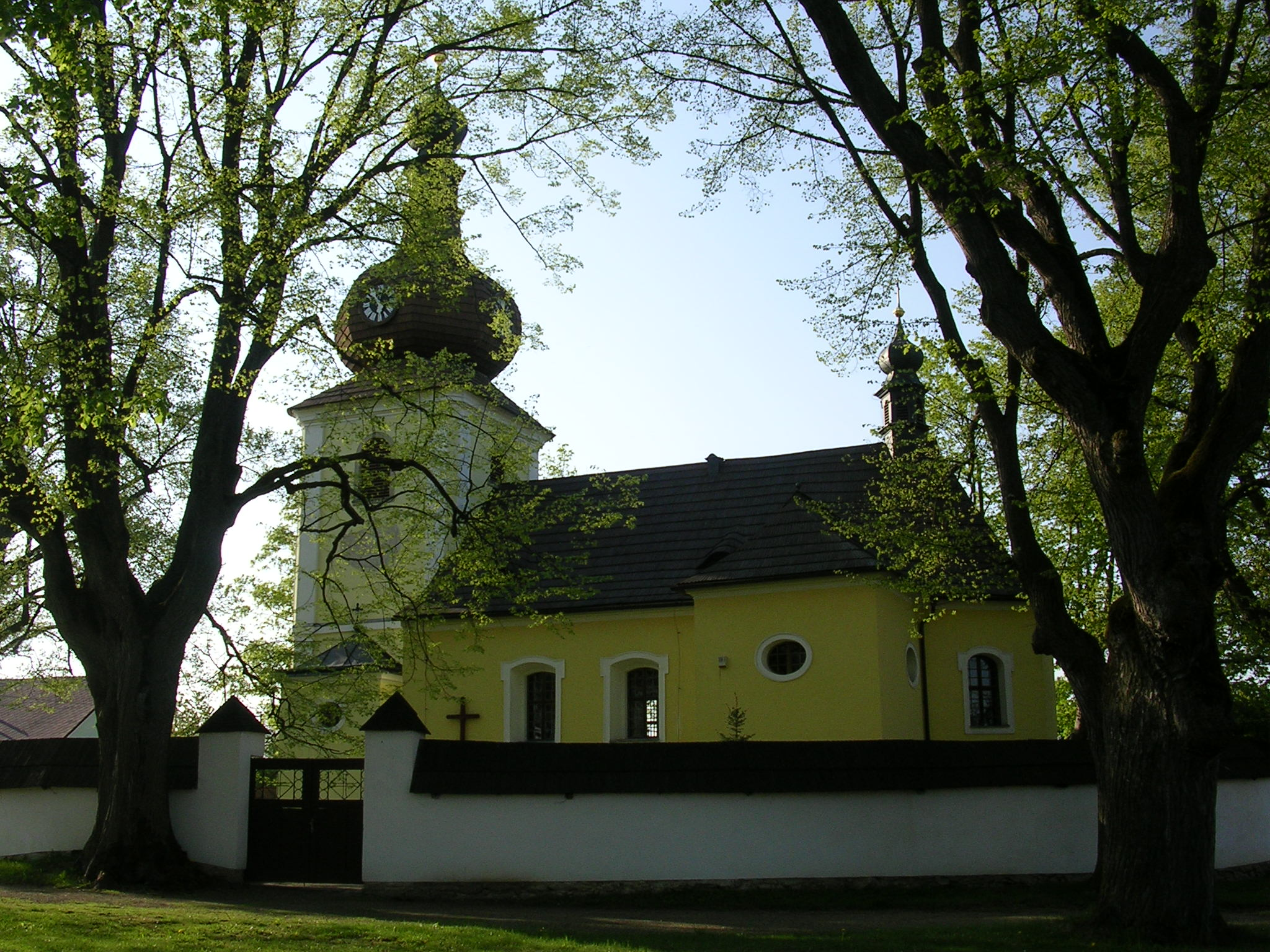
Kostel svatého Mikuláše
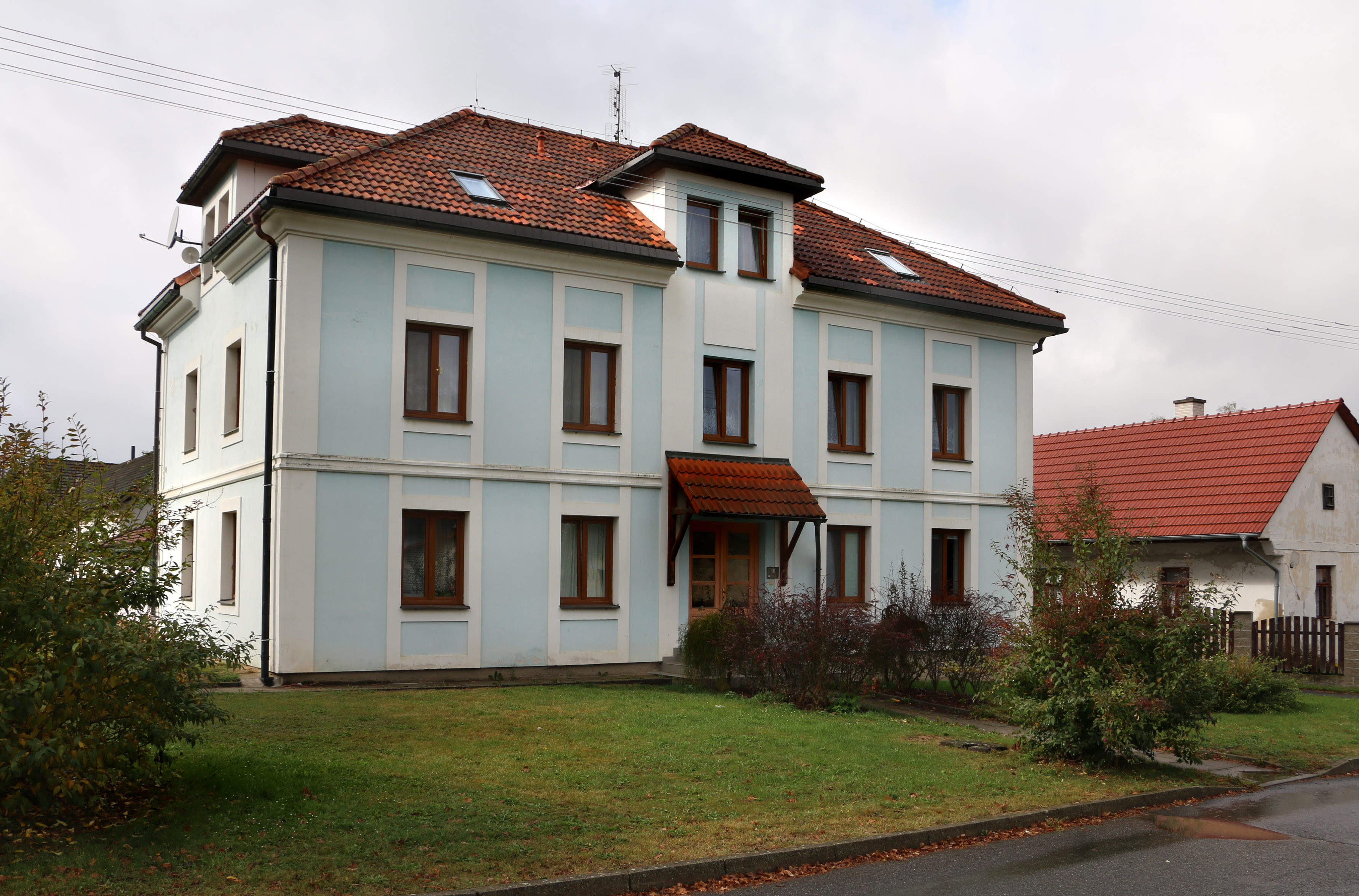
Dům čp. 42
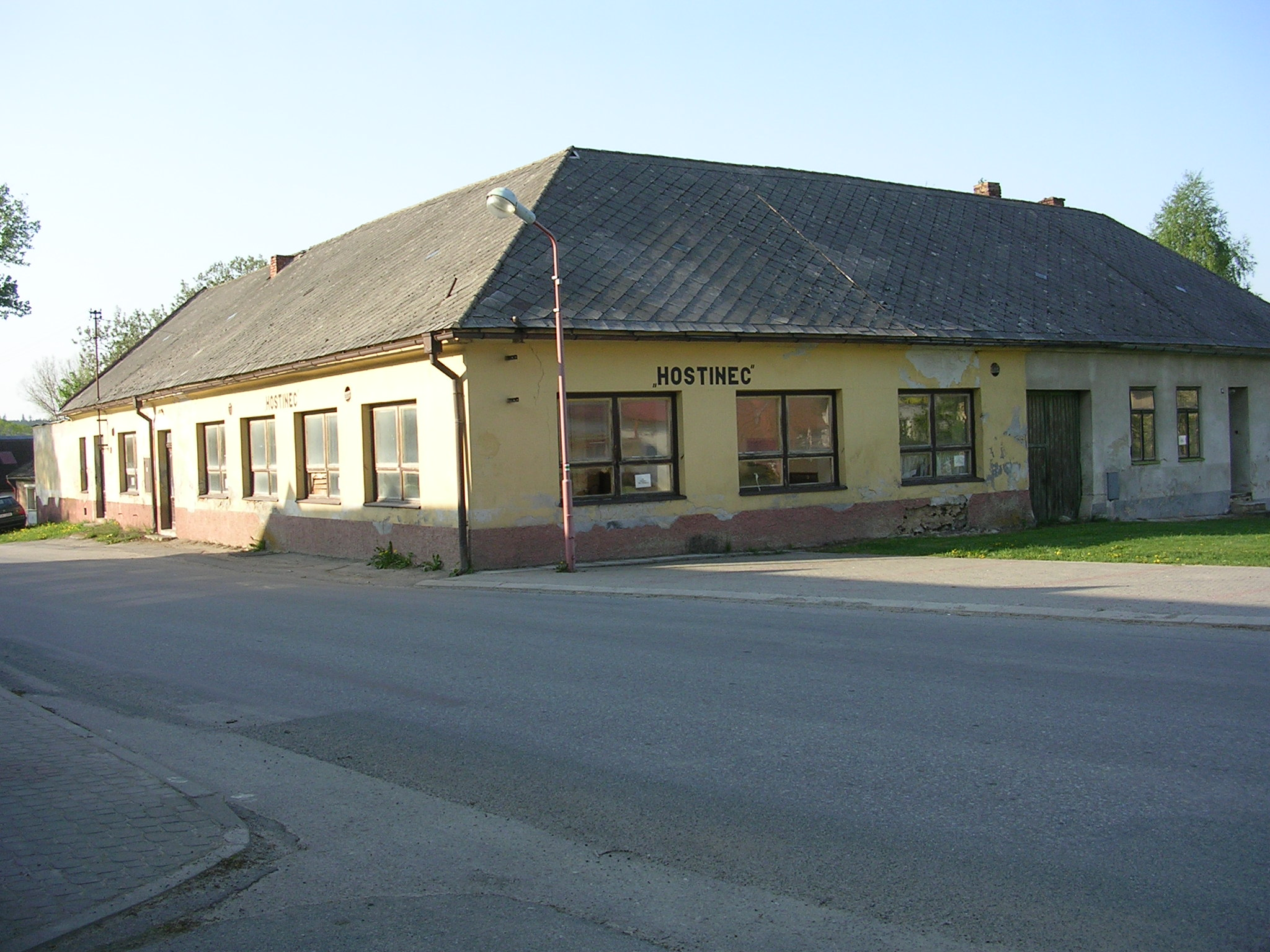
Bývalý hostinec (zbořen 2025)
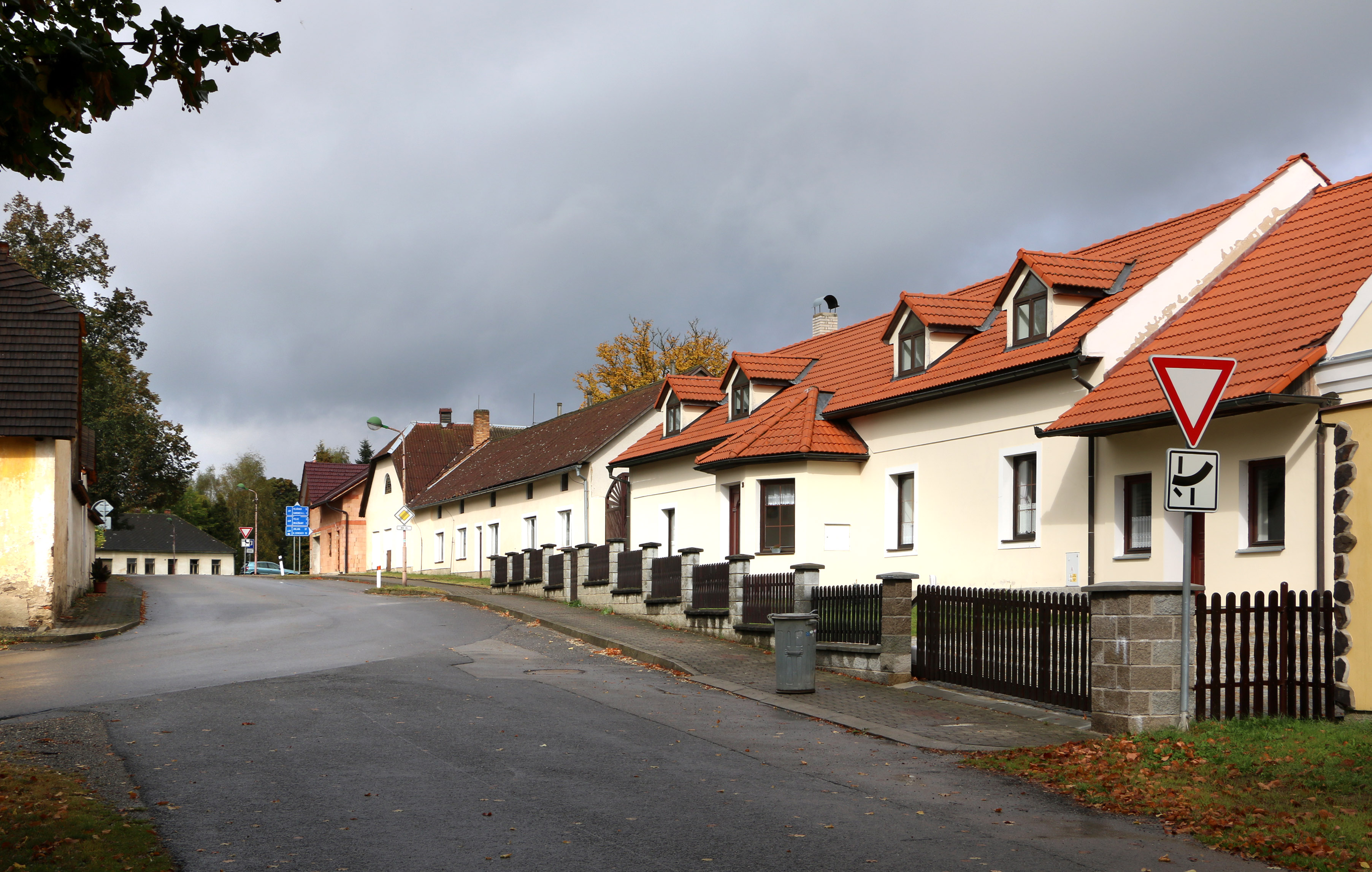
Domy na návsi